# Miracle (Whitney Houston)
Miracle è il terzo singolo di Whitney Houston ad essere estratto dal suo terzo album, I'm Your Baby Tonight. La canzone, scritta e profotta da L.A. Reid e Babyface, racconta di una ragazza pentita di aver abortito. Il video della canzone tuttavia non segue alcuna storia legata al testo e mostra invece la cantante eseguire il brano.

## Tracce
1. "Miracle" (album version)
2. "Miracle" (radio edit)

## Classifiche
| Chart (1991)                                    | Peak osition |
| ----------------------------------------------- | ------------ |
| U.S. Billboard Hot 100                          | 9            |
| U.S. Billboard Hot R&B/Hip-Hop Singles & Tracks | 2            |
| U.S. Billboard Adult Contemporary               | 4            |